# Eccellenza Puglia 2014-2015
Il campionato italiano di calcio di Eccellenza regionale 2014-2015 è il ventiquattresimo organizzato in Italia. Da quest'anno rappresenta il quinto livello del calcio italiano dopo l'eliminazione della Lega Pro Seconda Divisione.
Questo è il girone organizzato dal comitato regionale Puglia.

## Aggiornamenti
- Il campionato torna a 16 squadre dopo una parentesi di un anno con 18.
- L'A.C.D. Massafra si è spostata a Taranto rinominandosi "A.S.D. Hellas Taranto" e cambiando colori sociali in rosso e blu (interrompendo quindi la tradizione sportiva del vecchio club giallorosso massafrese).
- La Sudest si è trasferita a Locorotondo cambiando i colori sociali in blu-granata e il nome in "A.S.D. Sudest Locorotondo"; non lo stemma che è rimasto lo stesso con la sola aggiunta della scritta "Locorotondo".
- L'A.C.D. Nardò, esclusa dalla Serie D, ha acquistato il titolo sportivo di Eccellenza del Copertino.

## Squadre partecipanti
| Club                | Città                    | Stadio o Campo Sportivo                             | Stagione precedente                      |
| ------------------- | ------------------------ | --------------------------------------------------- | ---------------------------------------- |
| Ascoli Satriano     | Ascoli Satriano (FG)     | Campo Comunale "della Refla/Giovanni Paolo II"      | 11° in Eccellenza Puglia                 |
| Atletico Mola       | Mola di Bari (BA)        | Campo Comunale "Caduti di Superga" (erba sintetica) | 3° in Eccellenza Puglia                  |
| Atletico Vieste     | Vieste (FG)              | Stadio "Riccardo Spina" (erba sintetica)            | 6° in Eccellenza Puglia                  |
| Bitonto             | Bitonto (BA)             | Stadio "Città degli Ulivi"                          | 1° in Promozione Puglia gir. A           |
| Casarano            | Casarano (LE)            | Stadio "Giuseppe Capozza"                           | 4° in Eccellenza Puglia                  |
| Castellaneta        | Castellaneta (TA)        | Campo Comunale "Giovanni De Bellis"                 | 15° in Eccellenza Puglia                 |
| Hellas Taranto      | Taranto                  | Stadio "Erasmo Iacovone"                            | 12° in Eccellenza Puglia (come Massafra) |
| Libertas Molfetta   | Molfetta (BA)            | Stadio "Paolo Poli"                                 | 5° in Eccellenza Puglia                  |
| Nardò               | Nardò (LE)               | Stadio Giovanni Paolo II                            | 18° in Serie D/H                         |
| Novoli              | Novoli (LE)              | Stadio Comunale "Totò Cezzi"                        | 1° in Promozione Puglia gir. B           |
| Ostuni              | Ostuni (BR)              | Campo Comunale                                      | 8° in Eccellenza Puglia                  |
| Pro Italia Galatina | Galatina (LE)            | Stadio comunale Giuseppe Specchia                   | 14° in Eccellenza Puglia                 |
| Sporting Altamura   | Altamura (BA)            | Campo Comunale "Antonio D'Angelo"                   | 2° in Promozione Puglia gir. A           |
| Sudest Locorotondo  | Locorotondo (BA)         | Campo Comunale "Viale Olimpia"                      | 10° in Eccellenza Puglia                 |
| Vigor Trani         | Trani                    | Stadio Comunale                                     | 9° in Eccellenza Puglia                  |
| Virtus Francavilla  | Francavilla Fontana (BR) | Campo Comunale "Giovanni Paolo II" (erba sintetica) | 7° in Eccellenza Puglia                  |

## Classifica finale
|  | Pos. | Squadra             | Pt | G  | V  | N  | P  | GF | GS | DR  |
|  | ---- | ------------------- | -- | -- | -- | -- | -- | -- | -- | --- |
|  | 1.   | Virtus Francavilla  | 70 | 30 | 22 | 4  | 4  | 52 | 13 | +39 |
|  | 2.   | Nardò               | 64 | 30 | 18 | 10 | 2  | 58 | 17 | +41 |
|  | 3.   | Soccer Trani        | 51 | 30 | 13 | 12 | 5  | 34 | 23 | +11 |
|  | 4.   | Casarano            | 50 | 30 | 14 | 8  | 8  | 44 | 26 | +18 |
|  | 5.   | Atletico Vieste     | 48 | 30 | 13 | 9  | 8  | 39 | 29 | +10 |
|  | 6.   | Atletico Mola       | 46 | 30 | 13 | 7  | 10 | 37 | 30 | +7  |
|  | 7.   | Libertas Molfetta   | 44 | 30 | 13 | 5  | 12 | 38 | 34 | +4  |
|  | 8.   | Sporting Altamura   | 44 | 30 | 12 | 8  | 10 | 34 | 35 | -1  |
|  | 9.   | Novoli              | 43 | 30 | 12 | 7  | 11 | 47 | 38 | +9  |
|  | 10.  | Bitonto (-1)        | 34 | 30 | 9  | 8  | 13 | 34 | 39 | -5  |
|  | 11.  | Sudest Locorotondo  | 34 | 30 | 8  | 10 | 12 | 25 | 38 | -13 |
|  | 12.  | Castellaneta        | 30 | 30 | 7  | 9  | 14 | 26 | 43 | -17 |
|  | 13.  | Hellas Taranto      | 29 | 30 | 7  | 8  | 15 | 24 | 42 | -18 |
|  | 14.  | Pro Italia Galatina | 28 | 30 | 8  | 4  | 18 | 22 | 48 | -26 |
|  | 15.  | Ostuni              | 24 | 30 | 5  | 9  | 16 | 18 | 36 | -18 |
|  | 16.  | Ascoli Satriano     | 20 | 30 | 6  | 2  | 22 | 19 | 60 | -41 |

Legenda:
      Promossa in Serie D 2015-2016.
      Retrocessa in Promozione 2015-2016.
 Ammesso ai Play-Off o ai Play-Out.
 Retrocessione diretta.
 Promozione diretta.
Note:
Tre punti a vittoria, uno a pareggio, zero a sconfitta.
Nardò promosso direttamente ai play-off nazionali per il distacco almeno di 7 punti dalla terza, e vincitore finale.
Il Bitonto ha scontato un punto di penalizzazione.

## Tabellone risultati
|                    | ALT | ASC | BIT | CAS | CAS | GAL | HEL | MOL | MOL | NAR | NOV | OST | SUD | TRA | VIE | VIR |
| Altamura           |     | 2-1 | 2-0 | 1-0 | 2-2 | 2-1 | 1-0 | 0-1 | 1-2 | 0-0 | 3-0 | 1-1 | 2-0 | 2-0 | 1-1 | 0-2 |
| Ascoli Satriano    | 0-2 |     | 1-0 | 0-4 | 0-1 | 0-1 | 0-1 | 0-1 | 2-3 | 2-6 | 1-2 | 1-0 | 2-2 | 2-1 | 2-1 | 0-3 |
| Bitonto            | 3-1 | 5-2 |     | 0-3 | 2-0 | 3-0 | 1-1 | 1-1 | 1-2 | 0-3 | 0-3 | 2-1 | 1-1 | 1-1 | 1-2 | 0-1 |
| Casarano           | 4-1 | 0-1 | 3-1 |     | 3-0 | 2-1 | 1-0 | 2-0 | 3-1 | 0-0 | 2-0 | 0-0 | 2-0 | 2-2 | 4-1 | 1-3 |
| Castellaneta       | 2-0 | 2-0 | 0-0 | 1-1 |     | 0-1 | 1-0 | 1-0 | 3-2 | 2-2 | 1-2 | 2-2 | 1-1 | 0-1 | 0-0 | 0-1 |
| Galatina           | 0-2 | 0-0 | 1-2 | 1-2 | 1-0 |     | 0-0 | 0-1 | 0-0 | 0-2 | 4-3 | 2-1 | 1-2 | 3-2 | 0-3 | 0-6 |
| Hellas Taranto     | 1-1 | 3-0 | 1-0 | 1-1 | 2-2 | 0-1 |     | 3-1 | 3-2 | 2-3 | 1-1 | 0-0 | 0-0 | 0-2 | 2-1 | 0-2 |
| Mola               | 4-0 | 1-0 | 2-2 | 3-0 | 2-0 | 2-0 | 2-0 |     | 0-3 | 1-1 | 2-2 | 0-0 | 3-2 | 2-2 | 3-1 | 0-0 |
| Molfetta           | 0-1 | 2-0 | 0-2 | 2-1 | 1-1 | 0-0 | 4-0 | 1-0 |     | 1-3 | 1-0 | 2-0 | 1-2 | 1-2 | 1-0 | 0-0 |
| Nardò              | 2-0 | 2-0 | 1-0 | 3-1 | 6-0 | 1-0 | 4-0 | 0-1 | 3-0 |     | 2-2 | 3-0 | 1-1 | 1-1 | 0-0 | 0-1 |
| Novoli             | 3-0 | 6-0 | 1-0 | 1-0 | 1-2 | 1-0 | 4-0 | 3-1 | 2-1 | 1-2 |     | 1-1 | 1-1 | 1-1 | 1-1 | 1-0 |
| Ostuni             | 0-1 | 1-0 | 0-1 | 0-0 | 2-0 | 0-2 | 0-2 | 2-1 | 1-1 | 0-1 | 2-0 |     | 2-3 | 0-0 | 0-2 | 0-2 |
| Sudest             | 0-0 | 1-2 | 2-1 | 0-0 | 1-0 | 2-1 | 1-0 | 0-2 | 1-2 | 0-3 | 2-1 | 0-2 |     | 0-0 | 0-2 | 0-1 |
| Trani              | 0-0 | 1-0 | 1-1 | 2-1 | 2-0 | 2-0 | 2-1 | 1-0 | 0-2 | 0-0 | 2-1 | 1-0 | 3-0 |     | 0-0 | 1-1 |
| Vieste             | 2-2 | 4-0 | 1-1 | 0-0 | 1-0 | 2-1 | 2-0 | 2-0 | 1-0 | 0-2 | 3-2 | 4-0 | 0-0 | 0-1 |     | 0-4 |
| Virtus Francavilla | 3-2 | 2-0 | 1-2 | 0-1 | 4-2 | 4-0 | 2-0 | 1-0 | 1-0 | 1-1 | 2-0 | 1-0 | 1-0 | 1-0 | 1-2 |     |

## Spareggi

### Play-out
|                | Risultati    |                     | Luogo e data                      |
| -------------- | ------------ | ------------------- | --------------------------------- |
| Castellaneta   | 1-1 (d.t.s.) | Ostuni              | Castellaneta, 3 maggio 2015       |
|                |              |                     |                                   |
| Hellas Taranto | 3-1          | Pro Italia Galatina | San Giorgio Jonico, 3 maggio 2015 |
|                |              |                     |                                   |